# Interjet
Interjet, nom comercial de ABC Aerolíneas, S.A. de C.V., és una aerolínia de baix cost amb seu a Ciutat de Mèxic (Mèxic). Es tracta de la tercera aerolínia del país, després d'Aeroméxico i Volaris, amb vols a destinacions nacionals i internacionals a gran part de les Amèriques. A agost del 2019, la seva flota incloïa 46 Airbus A320-200, 5 A320neo, 6 A321-200, 8 A321neo i 5 Sukhoi Superjet 100, amb comandes per a uns altres 30 avions A320neo.